# El trinc de l'or
Lo trinch del or (El trinc de l'or, en català normatiu) és una comèdia en quatre actes, original de Frederic Soler, estrenada al Teatre Romea de Barcelona, el dia 16 d'octubre de 1884.

## Repartiment de l'estrena
- Senyor Nadal: Lleó Fontova
- Senyor Canivell: Iscle Soler
- Senyor Valentí: Jaume Virgili
- Plàcid Nadal: Joan Isern
- Florenci: Frederic Fuentes
- Lluís Prats: Joaquim Pinós
- Donya Rita, esposa de Canivell: Caterina Mirambell
- Donya Eulàlia, esposa de Valentí: Eufèmia Pallardó
- Matilde Canivell: Carme Parreño
- Lola Valentí: Caterina Fontova
- Joan, jardiner: Josep Borrell
- Quim, criat d'en Canivell: Fèlix Baró
- Senyor Duran: Joan Molas

## Edicions
- 1a ed.: Impremta de Salvador Bonavia. Barcelona, 1911